# To Be One with You
To Be One with You è il primo album in studio da solista del musicista statunitense Josh Klinghoffer, pubblicato con lo pseudonimo Pluralone nel 2019.

## Tracce
1. Barreling – 3:30
2. Rat Bastards at Every Turn – 4:50
3. Save – 4:04
4. Was Never There – 3:42
5. Fall From Grace – 4:49
6. Shade – 3:54
7. Mourning – 4:22
8. Crawl – 2:39
9. The Ride – 3:11
10. Segue – 5:48

## Formazione
- Josh Klinghoffer – voce, chitarra, tastiera, basso, batteria
- Jack Irons – batteria (tracce 1, 2, 4, 6, 7)
- Flea – basso (4)
- Chris Warren – percussioni (4)
- Clint Walsh – chitarra, lapsteel (6)
- Eric Gardner – batteria (8)
- Eric Avery – basso (8)
- Dan Elkan – chitarra (10)